# Lis Sørensen
Lis Sørensen, née le 28 mai 1955 à Brabrand (en), est une chanteuse danoise.
Elle est notamment connue pour son travail avec Anne Linnet (en) dans les groupes Shit & Chanel (en) et Anne Linnet Band. Elle est également connue pour avoir réalisé le premier enregistrement de Torn sous le nom de Brændt (1993), qui a été rendu populaire en 1997 par sa reprise par Natalie Imbruglia.